# Jelle de Jong
Jelle de Jong (Den Haag, 26 april 1987) is een Nederlands acteur.

## Biografie
De Jong begon al op negenjarige leeftijd bij Jeugdtheaterschool Rabarber in Den Haag en deed op jonge leeftijd ervaring op in de musicals Kruimeltje en Oliver! en hij speelde in de film Kameleon 2.
Hij studeerde aan de Toneelacademie Maastricht, liep zijn stages bij Toneelgroep De Appel en Orkater en vertolkte tijdens zijn afstuderen een van de hoofdrollen in de speelfilm Vreemd Bloed van Maria Goos. 
Na zijn afstuderen in 2009 speelde hij bij Het Nationale Toneel in Den Haag achtereenvolgens in De kersentuin, Verre vrienden en Midzomernachtdroom. Verder speelde hij bij De Voortzetting van Art & Pro in Vrije radicalen en Bouwmeester Solness en was hij te zien in The Normal Heart, Liefde Half om Half, Lulu en Vastgoed BV.
Op het witte doek verscheen hij in onder andere Toen was geluk heel gewoon, Michiel de Ruyter en SneekWeek.
Op televisie was De Jong te zien in series als 't Spaanse Schaep, A'dam - E.V.A., Moordvrouw, Dokter Deen en als Elias in Dertigers. In 2018 vormde De Jong met Bridget Maasland een dansduo in het RTL 4-programma Dance Dance Dance.

## Filmografie

### Film
- 2005 - Kameleon 2 - Ronnie Haan
- 2006 - De penvriendin - Stefan
- 2007 - Sahara - student
- 2008 - Flikken Maastricht - Ludo Kleijster
- 2009 - S1ngle - agent Dennis
- 2010 - 't Spaanse Schaep - Ronnie
- 2010 - Vreemd bloed - kind
- 2011 - A'dam - E.V.A. - Gijsbrecht van Amstel
- 2011 - Walhalla - Melle Dekker
- 2011 - Alle tijd
- 2012 - Dokter Deen - Robbert van Buuren (2012-2018)
- 2014 - Toen was geluk heel gewoon - Joost
- 2015 - Bagels & Bubbels - travestiet Peter
- 2015 - Michiel de Ruyter - Hans Willem Bentinck
- 2016 - SneekWeek - Thijs
- 2017 - Moordvrouw - Joeri van Loon 2017
- 2019 - De brief voor Sinterklaas - David
- 2018 - Bon Bini Holland 2 - vader van gezin
- 2020–2023 - Dertigers  - Elias
- 2020 - Alles is zoals het zou moeten zijn - Pieter
- 2023 - Alles is nog steeds zoals het zou moeten zijn - Pieter
- 2023 - Dertigers - de Kerstfilm - Elias

### Toneel
- 2008 - Guests, Toneelgroep De Appel
- 2008 - Kamp Holland, Orkater
- 2009 - De kersentuin, Nationale Toneel
- 2010 - Verre vrienden, Nationale Toneel
- 2011 - Vrije radicalen, de Voortzetting van Art & Pro
- 2011 - Midzomernachtdroom, Nationale Toneel
- 2012 - Bouwmeester Solness, de Voortzetting van Art & Pro
- 2012 - Midzomernachtdroom (reprise), Nationale Toneel
- 2013 - The Normal Heart, OpusOne
- 2014 - Liefde Half om Half, REP
- 2014 - The Normal Heart, OpusOne
- 2016 - Lulu, toneelgroep Oostpool
- 2017 - Vastgoed BV, KemnaSenf
- 2018 - De Stormruiter, Stichting Faderpaard
- 2019-2020 - Soldaat van Oranje - de musical, NEW productions

### Musicals
- 1998 Wuthering Heights
- 1999 Oliver!, Joop van den Ende Theaterproducties
- 2000 Kruimeltje, Ruud de Graaf Theaterproducties
- 2019-2020 Soldaat van Oranje, NEW Productions